# 2. ožujka u Drugom svjetskom ratu
Drugi svjetski rat po nadnevcima: 2. ožujka u Drugom svjetskom ratu.

### 1943.
- Australsko i američko ratno zrakoplovstvo napale su i uništile veliki konvoj Japanske carske mornarice tijekom bitke na Bismarckovom moru.